# Pseudagrion coomansi
Pseudagrion coomansi är en trollsländeart som beskrevs av Maurits Anne Lieftinck 1937. Pseudagrion coomansi ingår i släktet Pseudagrion och familjen dammflicksländor. IUCN kategoriserar arten globalt som otillräckligt studerad. Inga underarter finns listade i Catalogue of Life.